# Cantonul Brive-la-Gaillarde-Nord-Ouest
Cantonul Brive-la-Gaillarde-Nord-Ouest este un canton din arondismentul Brive-la-Gaillarde, departamentul Corrèze, regiunea Limousin, Franța.